# McHale Park
McHale Park è uno stadio di Castlebar, cittadina della contea di Mayo e della provincia di Connacht, impianto di casa della squadra di calcio gaelico della contea e dei Castlebar Mitchells. Costruito nel 1931 e avente una capacità complessiva di 38000 posti a sedere, prende il nome da John McHale, arcivescovo di Tuam dal 1831 al 1881.

## Storia
Discussioni coi proprietari del terreno andarono avanti per tutto il 1929 e il patto definitivo venne suggellato il 7 marzo 1930. Per la cifra di 1700£ si iniziarono i lavori nel 1931. I primi match vennero disputati lo stesso anno tra rappresentative di paesini minori situati nelle vicinanze della città, Balla, Ballina e Cloonacastle il 22 marzo 1931.
La prima sfide tra le contee prese vita il 19 aprile 1931 e vide contrapposti Mayo e Sligo con la vittoria dei padroni di casa per 0-7 a 0-2. L'apertura ufficiale avvenne però il 24 maggio dello stesso anno. Quel giorno, sotto gli occhi di circa 4000 appassionati si disputò il match tra Mayo e Kildare che si risolse con un pareggio.
Tra il 1950 e il 1952 lo stadio venne ampliato fino ai 40000 posti complessivi ( di cui 18000 a sedere). Il 15 giugno 1952 l'impianto venne riaperto in occasione della sfida tra Mayo, allora campione in carica, e Meath anch'essa conclusasi in parità.
Nei tardi anni ottanta venne coperta la tribuna Gerry McDonald. Il concilio del Connacht decise nel 1990 di fornire finanziamenti per il miglioramento di DR. Hyde Park, nella contea di Roscommon, per farne lo stadio principale della provincia. Proprio in reazione a ciò vennero raccolti fondi per migliorare McHale Park. Vennero aumentati i posti a sedere fino a 36000, migliorate le zone riservate alla stampa, costruiti nuovi spogliatoi e vennero ampliate le aree destinate ai disabili.
Nel Maggio 2005 la proprietà dello stadio è passata nelle mani della Mayo County Board che ha pianificato un ulteriore miglioramento dell'impianto.
Nel 2008 è stato annunciato che sarà aggiunto un numero di posti a sedere tale da rendere McHale Park il primo stadio Irlandese al di fuori della capitale in questo ambito.

## La partita più importante
- 1934 - finale del campionato nazionale di calcio gaelico. Mayo 2-3 Dublino 1-6. Sotto gli occhi di 8000 spettatori la partita finì in parità. Il replay si sarebbe tenuto a Croke Park e avrebbe visto trionfare proprio Mayo che vinse il primo di sei titoli di fila